# Große Laine (Jachen)
Die Große Laine ist ein linker Nebenfluss der Jachen in Oberbayern.
Die Große Laine entsteht auf der Südseite der Benediktenwand aus dem Zusammenfluss von Staffelbach und Glasbach bei der Lainlalm, sowie zahlreicher weiterer Gräben. Die Große Laine fließt nach Süden, vereinigt sich noch mit der Kleinen Laine, fließt durch Jachenau und mündet dann in die Jachen.